# Luna 12
A Luna 12, também conhecida como Luna E-6LF No.2, foi uma sonda espacial não-tripulada de origem soviética, usando a plataforma E-6LF. Também era chamada de Lunik 12. Foi lançada em 22 de outubro de 1966 do cosmódromo de Baikonur, no Cazaquistão. 

## A missão
Em geral, a missão Luna 12 tinha por objetivo entrar na órbita lunar e tirar fotografias. Entre outros objetivos estavam: realizar emissões em raios X e gama, a fim de determinar a composição química lunar, além de estudar anomalias gravitacionais da Lua, a concentração de fluxos de meteoritos perto da Lua e a intensidade de radiação corpuscular nas vizinhanças da Lua. Cerca de 302 transmissões de rádio e 602 órbitas da Lua foram concluídas. Fotografias da superfície lunar começaram a ser enviadas pela sonda em 27 de Outubro de 1966. O número total de fotos obtidas, não é conhecido, sendo que as autoridades soviéticas divulgaram apenas uma quantidade limitada das mesmas, a partir de 29 de Outubro.

## Instrumentos
- Sistema de imagem por fotografia lunar
- Espectrômetro de raios gama
- Magnetômetro
- Detectores de radiação cósmica
- Radiômetro de raios infravermelho
- Detector de meteoroides
- R-1 experimento de transmissão.